# Gobemouche mugimaki
Ficedula mugimaki
Espèce
Statut de conservation UICN

 LC  : Préoccupation mineure
Le Gobemouche mugimaki (Ficedula mugimaki) est une espèce asiatique de petits passereaux de la famille des Muscicapidae. 

## Description
Le gobemouche mugimaki mesure 13 à 13,5 cm de long. Il émet un cri crépitant et agite souvent ses ailes et sa queue. Le mâle adulte a les parties supérieures noirâtres avec un court sourcil blanc derrière l'œil, une tache alaire blanche, des bords blancs sur les pennes et du blanc à la base des rectrices externes. La poitrine et la gorge sont rouge orangé tandis que le ventre et les couvertures sous-caudales sont blancs. La femelle est gris-brun dessus avec une poitrine et une gorge orange-brun pâle. Elle n'a pas de queue blanche, a une ou deux barres alaires pâles plutôt qu'une tache blanche sur l'aile et un sourcil soit pâle, soit totalement absent. Les jeunes mâles ressemblent à la femelle mais ont une poitrine orange plus vif, une queue blanche et un sourcil plus évident.

## Répartition et habitat
Il se reproduit en Sibérie orientale et dans le Nord-Est de la Chine. Cet oiseau migrateur traverse l'Est de la Chine, la Corée et le Japon au printemps et en automne. L'espèce hiverne en Asie du Sud-Est, atteignant l'Ouest de l'Indonésie et les Philippines. Il existe un seul signalement d'un oiseau errant en Alaska (sur l'île de Shemya en 1985). Un oiseau de Humberside, en Angleterre, en 1991, n'a pas été accepté dans la catégorie A, un oiseau sauvage, mais a été placé dans une catégorie D, ce qui signifie qu'il est susceptible d'être d'origine captive. Il a été retenu dans la catégorie D à la suite d'un réexamen en 2009. Après un troisième examen en 2016, l'oiseau a été placé dans la catégorie E. 
Les principaux habitats sont les forêts et les zones boisées, en particulier à des altitudes plus élevées. On le retrouve également dans les parcs et jardins lors de la migration. Il se produit généralement seul ou en petits groupes, se nourrissant d'insectes volants dans la canopée des arbres.

## Classification
Le nom valide complet (avec auteur) de ce taxon est Ficedula mugimaki (Temminck, 1836).
L'espèce a été initialement classée dans le genre Muscicapa sous le protonyme Muscicapa mugimaki Temminck, 1836.
Ce taxon porte en français le nom vernaculaire ou normalisé suivant : Gobemouche mugimaki.
Ficedula mugimaki a pour synonyme :
- Muscicapa mugimaki Temminck, 1836

## Étymologie
Son épithète spécifique, mugimaki dérive du japonais et signifie « semeur de blé ».